# 諾沃辛峰
76°1′S 69°33′W / 76.017°S 69.550°W
諾沃辛峰（英語：Novocin Peak），是南極洲的山峰，位於帕爾默地，屬於豪貝格山脈中賓峰的一部分，由美國探險隊發現，美國地質調查局根據測量和該國海軍的空中照片繪入地圖，現時由南極條約體系管理。